# Compsophorus hildegardae
Compsophorus hildegardae là một loài tò vò trong họ Ichneumonidae.